# Linda Hanley
Linda Hanley (* 8. Juni 1960 in Laguna Beach (Kalifornien) als Linda Robertson) ist eine ehemalige US-amerikanische Beachvolleyballspielerin.

## Karriere
Linda Hanley spielte von 1976 bis 2003 auf US-amerikanischen Turnieren und von 1995 bis 2000 international auf der FIVB World Tour. Ab 1996 spielte sie mit Barbra Fontana und erreichte mehrere vierte Plätze. Beim olympischen Turnier in Atlanta unterlagen Fontana/Hanley im Duell um Bronze den Australierinnen Natalie Cook und Kerri Pottharst. Auch 1997 blieben sie in den Top Ten der internationalen Turniere und kamen bei der nationalen Tour viermal ins Finale. Sie scheiterten allerdings bei der Weltmeisterschaft in Los Angeles vor eigenem Publikum im Viertelfinale an den Brasilianerinnen Adriana Behar und Shelda Bede. 1998 gab es für Fontana/Hanley in der Open-Serie drei vierte Plätze, einen zweiten Platz in Salvador da Bahia und einen Turniersieg in Espinho. Auch mit Nancy Reno hatte Linda Hanley 1999/2000 gute Platzierungen. Auf der WM in Marseille kamen Hanley/Reno allerdings lediglich auf Platz 13. Ihre letzten Turniere hatte Hanley 2003 auf der AVP Tour mit Liz Masakayan.

## Privates
Linda Hanley ist seit 1989 mit dem US-amerikanischen Beachvolleyballspieler John Hanley verheiratet. Sie leben in Pacific Palisades (Kalifornien) und haben zwei Söhne.